# Rhynchocerus
Rhynchocerus is een geslacht van rechtvleugeligen uit de familie sabelsprinkhanen (Tettigoniidae). De wetenschappelijke naam van dit geslacht is voor het eerst geldig gepubliceerd in 1896 door Karsch.

## Soorten
Het geslacht Rhynchocerus omvat de volgende soorten:
- Rhynchocerus modiglianii Griffini, 1908
- Rhynchocerus quinqueductus Karsch, 1896